# Out of the Chorus
Pour plus de détails, voir Fiche technique et Distribution.
Out of the Chorus est un film américain réalisé par Herbert Blaché, sorti en 1921.

## Synopsis
Lorsque la danseuse Florence Maddis se marie avec Ross Van Beekman, le fils d'une famille aristocratique de New York, ses amis lui prédisent un mariage malheureux, mais elle s'emploie à s'intégrer à sa nouvelle famille et ne veut pas retourner à Broadway. Sa belle-mère désapprouve néanmoins cette union et, sous l'influence de Ned Ormsby, un ancien admirateur de Flo, s'arrange pour faire croire à Ross qu'elle est volage. Croyant qu'elle sort avec Ormsby, Ross tire un coup de feu dans la penderie. Lorsqu'Ormsby est trouvé mort, Ross se dénonce, croyant être le coupable. Ross est libéré lorsque Maddox, un ennemi d'Ormsby, confesse être responsable du crime. Flo est alors réunie avec Ross et sa famille.

## Fiche technique
- Titre original : Out of the Chorus
- Réalisation : Herbert Blaché
- Scénario : Coolidge Streeter
- Photographie : Jacob A. Badaracco
- Société de production : Realart Pictures
- Société de distribution : Realart Pictures
- Pays d’origine :  États-Unis
- Langue originale : anglais
- Format : noir et blanc — 35 mm — 1,37:1 — Film muet
- Genre : drame
- Durée : 50 minutes - 5 bobines
- Date de sortie :
  - États-Unis : février 1921

## Distribution
- Alice Brady : Florence Maddis
- Vernon Steele : Ross Van Beekman
- Charles K. Gerrard : Ned Ormsby
- Emily Fitzroy : Mme Van Beekman
- Edith Stockton : Fola
- Richard Carlyle : Maddox
- Constance Berry : Margaret Van Beekman
- Ben Probst : Feinstein